# Andrew Wilson (calciatore 1879)
Andrew Wilson (Irvine, 10 dicembre 1879 – 13 marzo 1945) è stato un allenatore di calcio e calciatore scozzese, di ruolo attaccante.

## Biografia
Era fratello di due calciatori professionisti, David e James.

## Carriera

### Giocatore

#### Club
Cominciò a giocare all'Irvine Meadow. Nel 1899 passò al Clyde. Nel 1900 si trasferì in Inghilterra, allo Sheffield Wednesday, in cui militò fino al 1920, collezionando 501 presenze e 199 reti in campionato, record ancora imbattuto.

#### Nazionale
Debuttò in Nazionale il 6 aprile 1907, nell'amichevole Inghilterra-Scozia (1-1). Mise a segno la sua prima rete con la maglia della Nazionale il 4 aprile 1908, nell'amichevole Scozia-Inghilterra (1-1), in cui siglò la rete del momentaneo 1-0. Collezionò in totale, con la maglia della Nazionale, 6 presenze e due reti.

### Allenatore
Cominciò la propria carriera con il Bristol Rovers, squadra che guidò dal 1921 al 1926. Dal 1927 al 1932 fu allenatore dell'Oldham. Nella stagione 1932-1933 guidò lo Stockport County.

## Palmarès

### Giocatore

#### Competizioni nazionali
- Campionato inglese: 2

Sheffield Wednesday: 1902-1903, 1903-1904
- Coppa d'Inghilterra: 1

Sheffield Wednesday: 1906-1907